# La roue tourne (Buffy)
La roue tourne est le 15e épisode de la saison 6 de la série télévisée Buffy contre les vampires.

## Résumé
Buffy continue de travailler au fast-food Double Mixte Palace, mais est déprimée. De plus, sa demande de réinscription à l'université de Sunnydale a été rejetée. À sa grande surprise, Riley refait son apparition et lui demande de l'aide pour vaincre un démon Suvolte. Elle accepte aussitôt et ils poursuivent le démon jusqu'à un barrage. Là-bas, elle fait la connaissance de Sam, l'épouse de son ex-compagnon ainsi que sa coéquipière et est consternée d'apprendre qu'il s'est marié. Elle finit par tuer le démon. Riley lui apprend trop tard qu'il fallait seulement le pister pour qu'il les mène à son nid, car les Suvolte se reproduisent de façon exponentielle. Buffy amène ensuite Riley et Sam chez elle et tout le groupe les accueille à bras ouverts. Riley explique alors qu'il y a, à Sunnydale, quelqu'un qui se fait appeler « le Docteur » qui s'apprête à vendre des œufs de démon Suvolte et qu'il faut le retrouver pour détruire le nid.
Buffy part retrouver Spike et ils font l'amour avant de s'endormir. Ils sont réveillés par Riley, choqué de les voir ensemble. Il est venu confronter Spike qu'il a identifié comme « le Docteur ». Buffy refuse de le croire, mais ils trouvent le nid au niveau inférieur de la crypte et les œufs commencent à éclore. Buffy jette une grenade incendiaire, détruit le nid ainsi qu'une bonne partie du repaire de Spike. Riley et Sam quittent ensuite Sunnydale par avion. Le lendemain, Buffy vient voir Spike pour lui dire qu'elle ne pourra jamais l'aimer et qu'elle en a assez de se servir de lui, ce qui met un terme définitif à leur relation.

## Statut particulier
Noel Murray, du site The A.V. Club, évoque un épisode « étonnamment émouvant » ainsi que « l'un des plus divertissants depuis un certain temps » et apprécie la façon dont le personnage de Riley a été utilisé en tant que « catalyseur du changement » pour Buffy. Les rédacteurs de la BBC sont divisés, l'un estimant que le retour de Riley « semblait être une bonne idée » mais est en fait « une occasion gâchée » en grande partie à cause de son intrigue quelconque, alors que l'autre affirme que c'est un bon épisode où « Buffy prend d'importantes décisions » et qui est marqué par « le retour en forme de Willow » mais dont le principal défaut est le personnage « agaçant » de Samantha Finn. Pour Mikelangelo Marinaro, du site Critically Touched, qui lui donne la note de C+, l'épisode « réussit en grande partie dans son objectif d'être un tremplin mettant Buffy sur la voie de la guérison » et contient quelques scènes « brillantes » au niveau du développement des personnages mais pèche gravement sur deux points : son « intrigue ringarde » et le personnage « totalement artificiel » de Samantha Finn qui semble être là uniquement pour éviter à Buffy et Riley de se remettre ensemble. 

## Distribution

### Acteurs et actrices crédités au générique
- Sarah Michelle Gellar : Buffy Summers
- Nicholas Brendon : Alexander Harris
- Emma Caulfield : Anya Jenkins
- Michelle Trachtenberg : Dawn Summers
- James Marsters : Spike
- Alyson Hannigan : Willow Rosenberg

### Acteurs et actrices crédités en début d'épisode
- Marc Blucas : Riley Finn
- Ivana Milicevic : Samantha Finn